# Buchrain
Buchrain es una comuna suiza del cantón de Lucerna, situada en el distrito de Lucerna. Limita al norte con las comunas de Eschenbach e Inwil, al este con Root, al sureste con Dierikon, al sur con Ebikon, y al oeste con Emmen.

## Transportes
Ferrocarril
Cuenta con una estación ferroviaria en la que efectúan parada trenes pertenecientes a la red S-Bahn Lucerna.